# Rhopalizus buchneri
Rhopalizus buchneri är en skalbaggsart som beskrevs av Max Quedenfeldt 1883. Rhopalizus buchneri ingår i släktet Rhopalizus och familjen långhorningar.
Artens utbredningsområde är Angola. Inga underarter finns listade i Catalogue of Life.